# 兵庫県立尼崎青少年創造劇場
兵庫県立尼崎青少年創造劇場 (ひょうごけんりつ あまがさきせいしょうねんそうぞうげきじょう、英語: Amagasaki Youth Creative Theater of Hyogo Prefecture) は、兵庫県尼崎市にある劇場。

## 概要
1978年に開設。愛称はピッコロシアター。優良ホール100選に選ばれている。大ホール（定員400名収容）、中ホール（定員200名）、小ホール（定員100名）そして練習室、展示室、演劇に関する書籍を豊富に所蔵する資料室から構成されている。
劇場主催により、地元で身近に親しまれる演劇の上演・文化セミナー・実技教室など、多彩なプログラムが開催されており、若者たちの創造活動を高める施設として、大いに注目を集めている。
1983年には将来の地域文化活動の創造者・リーダーを育てることを目的としたピッコロ演劇学校、1992年には舞台芸術を支える舞台美術・照明・音響を学べる「ピッコロ舞台技術学校」が開設、1994年には全国初の県立劇団兵庫県立ピッコロ劇団が創設され、同劇団の主たる公演劇場となっている。

## 沿革
- 1978年（昭和53年）3月25日 - 兵庫県立尼崎青少年創造劇場の設置及び管理に関する条例が制定
- 1978年（昭和53年）8月19日 - 開館
- 1983年（昭和58年）4月- ピッコロ演劇学校の開設
- 1992年（平成4年）4月 - ピッコロ舞台技術学校の開設
- 1994年（平成6年）4月- ピッコロ劇団の設立
- 2010年（平成22年）3月 - 調光システムのリニューアル[1]

## アクセス
- 塚口駅 (JR西日本)から徒歩約5分
- 塚口駅 (阪急)から徒歩約8分
- 阪急バス「ピッコロシアター」停留所からすぐ（尼崎駅 (阪神)および川西バスターミナルから）
- 阪神バス「ピッコロシアター」停留所からすぐ（尼崎駅 (JR西日本)、阪急園田、阪神杭瀬から）
- 兵庫県道13号尼崎池田線（産業道路）沿い